# Entwässerung

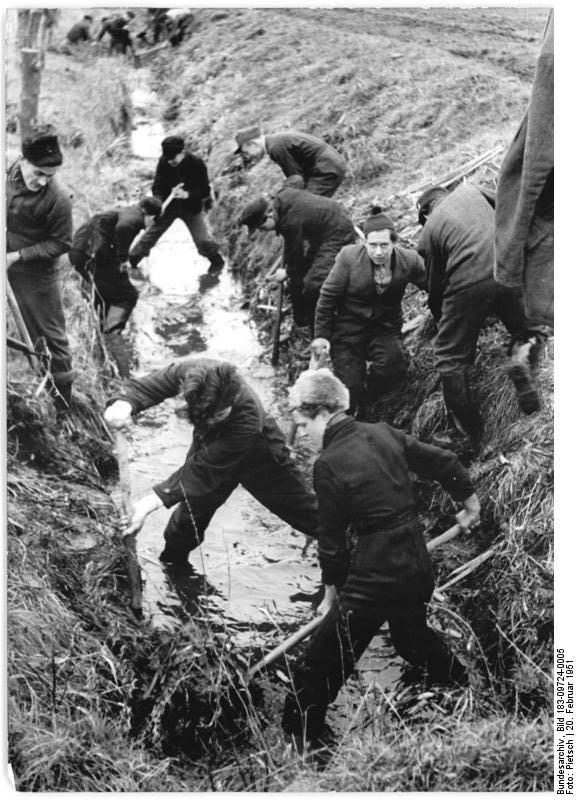
Räumen eines Entwässerungsgrabens in Mecklenburg (1951)

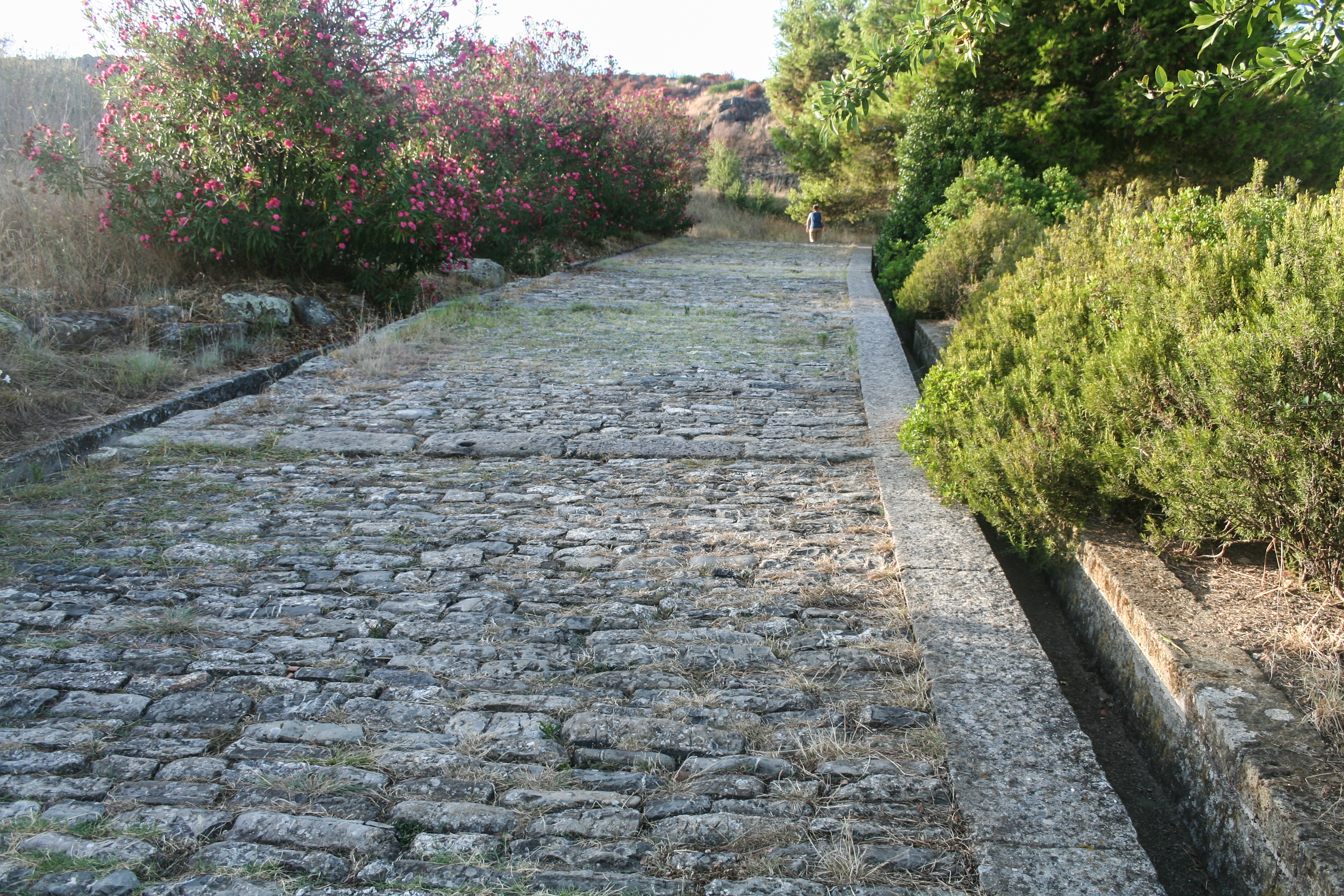
Antike griechische Straße aus dem 4. bis 3. Jahrhundert v. Chr. in Porta Rosa, Italien. Die Straße ist gepflastert mit Kalksteinblöcken. Auf beiden Seiten finden sich Entwässerungsrinnen für die Ableitung von Regenwasser.

Entwässerung ist ein Begriff der Wasserwirtschaft, gleichermaßen im Bereich der Landeskultur.
Unter Entwässerung versteht man neben der natürlichen Entwässerung das gezielte Abführen von Wasser durch künstliche und natürliche Einrichtungen. Es wird zwischen offener (z. B. Entwässerungsrinne, Wassergraben) und geschlossener Entwässerung (z. B. Wasserrohr, Regenrohr) unterschieden. Bei der geschlossenen Entwässerung gibt es die drucklose und die druckbehaftete Entwässerung.
Für das Entziehen von Wasser mittels Verdunstung (z. B. aus Schlamm, Kleidung, Mauerwerk) wird als Abgrenzung der Begriff Trocknung verwendet.
Der Begriff wird überwiegend in folgenden Zusammenhängen verwendet:
- Drainage – das Abführen von unerwünschtem Grund- bzw. Niederschlagswasser unterhalb der Geländeoberfläche
- Entwässerung von Gebäuden, zunächst über Dachrinne und Fallrohr. Die Entwässerungstechnik ist ein Teilgebiet der Abwassertechnik, die sich mit der Sammlung und Ableitung des Abwassers aus Gebäuden, von Grundstücken, öffentlichen Verkehrsflächen usw. befasst.
- Kanalisation – das meist im freien Gefälle erfolgende Sammeln von Abwässern und Regenwasser in Wohn- oder Industriegebieten sowie von Verkehrsflächen (Straßen, Plätzen). Siehe auch: Abwasserleitung, Abwasserpumpwerk, Abwasserdruckleitung.
- Regenwasserversickerung von Verkehrsflächen, die oft als „offene Entwässerung“ bezeichnet wird. Sie erfolgt z. B. über Rigolen.
- Melioration – das Trockenlegen von zu feuchten Wiesen und Feldern